# Na Deribasovskoj chorošaja pogoda, Ili na Brajton-Bič opjat' idut doždi
Na Deribasovskoj chorošaja pogoda, Ili na Brajton-Bič opjat' idut doždi (На Дерибасовской хорошая погода, или На Брайтон-Бич опять идут дожди) è un film del 1992 diretto da Leonid Iovič Gajdaj.

## Trama
Sono previsti negoziati tra i presidenti dell'URSS e degli Stati Uniti, ma la mafia russa li sta mettendo a rischio, e il KGB e la CIA stanno collaborando per combattere i criminali.